# 7. lovska brigada (Österreichisches Bundesheer)
7. lovska brigada (nemško: 7. Jägerbrigade) je pehotna brigada, ki deluje v sestavi Kopenskih sil Avstrijskih zveznih oboroženih sil.

## Zgodovina
Enota je bila ustanovljena leta 1962.

## Sestava
- Poveljstvo brigade (Celovec)
- 7. štabni bataljon (Celovec)
- 1. pionirski bataljon (Beljak)
- 25. lovski bataljon (Celovec)
- 18. lovski bataljon (St. Michael)
- 17. lovski bataljon (Strass)
- 7. izvidniški in artilerijski bataljon (Feldbach)